# Сиенян
Сиенян е град в провинция Шънси, Централен Китай. Бил е столица на Китай. Административният метрополен район, който включва и града, е с население от 5 096 001 жители (2010 г.). Общата площ на административния метрополен район е 10 213 кв. км, а градската част е 523 кв. км. Автомагистрала 312 обслужва града. Градът също така разполага и с летище.

## Известни личности
Починали в Сиенян
- Фу Дзиен (338 – 385), император на Ранна Цин